# Elachistocleis panamensis
El sapito de los termiteros (Elachistocleis panamensis) es un anfibio de la familia Microhylidae que habita desde el centro de Panamá, La Costa Caribe Colombiana, el Valle del Río Magdalena y Posiblemente Venezuela, en altitudes inferiores a los 500 m s. n. m. Es de color dorsal café-oliváceo o canela claro con una gran mancha negruzca en el dorso, los lados del cuerpo oscuro y el vientre crema sucio. Carece de tímpano y tiene la cabeza pequeña y triangular, se encuentra demarcada por un pliegue transversal en la región occipital, justo detrás de los ojos. Tiene los dedos cilíndricos, con los extremos no expandidos no palmeados. La piel del dorso es lisa, muy fuerte y resistente.

## Biología y ecología
Vive en bosque caducifolios y semicaducifolios, sabanas naturales y praderas, a orillad de los humedales y áreas abiertas en general. Es nocturna y esencialmente fosorial que solo emerge a la superficie del suelo durante cortos periodos de tiempo, al inicio de la temporada invernal, para reproducirse. Vive dentro de oquedades en el suelo y casi siempre asociada a colonias de termitas de las cuales se alimenta. Se protege del ataque de sus víctimas con secreciones mocosas y cubriendo sus ojos con la pies del dorso, a lo cual contribuye al pliegue occipital. Captura hábilmente sus presas con su lengua muy distensible y especializada.